# عقدة مشنقة

عقدة حبل المشنقة

عقدة المشنقة وهي عقدة الإعدام ويتم استخدامها لشنق الأشخاص، وتصنع من لوي الحبل لتكوين حلقة ومن ثم ربط نهاية الحبل ببداية الحلقة على شكل لفائف، والهدف من هذه الوضعية جعل حبل المشنقة أكثر تماسكاً عند عملية الإعدام، وهذه العقدة ليست مقصورة فقط على حبل المشنقة ولها استخدامات أخرى مثل ربط القوارب، وأيضاً في الصيد.